# 林邦雄
林 邦雄（はやし くにお、1932年8月21日 - ）は、日本の教育心理学者。障害児教育に当たった。
長野県長野市生まれ。東京教育大学教育学部卒、同大学院教育心理学博士課程満期退学。青鳥養護学校、桐丘養護学校勤務ののち、静岡大学教育学部助教授、教授、1996年定年退官、目白大学人文学部教授、2003年退職。1976年「「こども」の精神療法における言語表現の問題」で神戸大学より医学博士の学位を取得。

## 著書
- 『育つ心と育てる心』コレール社 1993

### 共編著
- 『しつけの相談と指導』編　全国肢体不自由児父母の会連合会　療育ハンドブック　1974
- 『青年期を迎えてQ&A』全国肢体不自由児 (者) 父母の会連合会　療育ハンドブック　1976
- 『脳性まひ児養護・訓練の諸問題』村田茂共編　慶応通信　1977
- 『身体障害事典』小池文英共編集　岩崎学術出版社　1978
- 『多動児の治療教育』坂本龍生共編著 学苑社 治療教育シリーズ　1980
- 『肢体不自由教育講座 第2巻 児童理解』三沢義一共編著 日本肢体不自由児協会 1981
- 『講座・障害児の発達と教育 第2巻 発達の診断』宮本茂雄共編著 学苑社 1982
- 『講座・障害児の発達と教育 第3巻 発達と指導 1 身体・運動』宮本茂雄共編著 学苑社 1983
- 『肢体不自由教育講座 第4巻 養護・訓練』共編著 日本肢体不自由児協会 1984
- 『図解障害児保育事典 子どもの発達・障害・社会資源』柚木馥共編 中央法規出版 1984
- 『運動を育てる』柚木馥,小林芳文,谷田貝公昭共編著 コレール社　保育技術シリーズ　1986
- 『障害児教育入門』編　コレール社　1986
- 『障害児教育総論』細村迪夫,柚木馥共編著 コレール社 1991
- 『自閉症・学習障害に迫る』寺山千代子,蔭山英順共編 コレール社 UD叢書　1993
- 『認知の基礎を育てる遊びと教材』向井剛共編著 学習研究社 養護・訓練指導ハンドブック　1993
- 『子どもの精神保健』福永博文共編著 コレール社 1995
- 『認知学習ハンドブック』宮本茂雄,金子健共編著 コレール社 1996
- 『読みを育てる 2版』松井茂昭,中川忠雄共編著 コレール社 学習レディネス指導シリーズ1996
- 『LDと学校教育』牟田悦子共責任編集 日本文化科学社 わかるLDシリーズ 1998
- 『教職課程シリーズ』谷田貝公昭,成田國英共編著 一藝社 2000
- 『保育用語辞典』谷田貝公昭監修 責任編集 一藝社 2006